# Deuil-la-Barre
Deuil-la-Barre egy község Franciaországban. Lakosainak száma 22 903 fő (2022. január 1.).

## Földrajza
Deuil-la-Barre Groslay, Épinay-sur-Seine, Enghien-les-Bains, Montmagny és Montmorency községekkel határos.

## A város híres szülöttei
- Deuil-i Odo(wd) (1110–1162) bencés szerzetes, történetíró

## Testvértelepülések
- Frankfurt am Main
- Vác